# Smittina molarifera
Smittina molarifera är en mossdjursart som beskrevs av Moyano 1982. Smittina molarifera ingår i släktet Smittina och familjen Smittinidae. Inga underarter finns listade i Catalogue of Life.